# Cybereason
Cybereason ist ein US-amerikanisches Cybersecurity-Technologieunternehmen, das 2012 von den Cybersecurity-Experten Lior Div (CEO), Yossi Naar (CVO) und Yonatan Striem-Amit (CTO) gegründet wurde. Der Hauptsitz des Unternehmens befindet sich in Boston, Massachusetts mit zusätzlichen Standorten in London, UK, Tokyo, Japan, und Tel Aviv, Israel.

## Geschichte
Im Juli 2012 wurde Cybereason in Delaware, USA, gegründet.
Im Jahr 2014 errichtete Cybereason seinen Hauptsitz in Boston.
Im April 2016 gründete Cybereason ein Joint Venture mit SoftBank und Cybereason Japan Corp, mit Sitz in Tokio, Japan. und im August 2016  eine Tochtergesellschaft in Großbritannien.
Dezember 2016 veröffentlichte Cybereason ein kostenloses Softwareprodukt zur Prävention von Ransomware namens RansomFree. RansomFree wurde von über 500.000 Anwendern heruntergeladen, bevor es im November 2018 eingestellt wurde.
Im Mai 2017 entdeckten Cybereason-Forscher eine groß angelegte, fortgeschrittene und anhaltende Bedrohung in Asien, namens Operation Cobalt Kitty.
Im Juni 2017 rief Cybereason den Malicious Life Podcast ins Leben, der unbekannte Berichte aus der Geschichte der Cybersicherheit veröffentlicht, welche von Kommentaren und Überlegungen von Hackern, Sicherheitsexperten, Journalisten und Politikern begleitet werden.
Im Juni 2017 entdeckten Forscher von Cybereason einen „Impfstoff“ gegen die NotPetya Ransomware und im Oktober 2017 einen „Impfstoff“ gegen die Bad Rabbit Ransomware.
Im Jahr 2018 veröffentlichte Cybereason den Film The Defenders, ein Blick hinter die Kulissen auf Cyberangriffe und die Menschen, die sie stoppen.
Im Jahr 2018 gab Cybereason offiziell die Partnerschaft mit ARM bekannt, eine Zusammenarbeit für den Schutz des IoT-Ökosystems und im selben Jahr expandierte Cybereason offiziell zu einem globalen Sicherheitsdienstleister, der rund um die Uhr in allen Zeitzonen Überwachungs-, Reaktions- und Verfolgungsdienste anbietet.
2019 deckte Cybereason eine staatlich organisierte Spionageaktion namens Operation Soft Cell auf, die auf Telekommunikationsunternehmen abzielte.

## Finanzierung
2014 schloss Cybereason gemeinsam mit Charles River Ventures eine Gründungskapitalfinanzierung ab. Insgesamt konnte Cybereason 88,6 Mio. USD beschaffen, mit der Skalierungsfinanzierung in Höhe von 59 Mio. USD seitens Softbank im Jahr 2015.
Im August 2019 erhob die Firma Mittel in Höhe von 200 Mio. USD seitens der SoftBank Group und deren verbundenen Unternehmen.

## Produkt
Die Firma bietet eine Plattform für den Schutz von Endgeräten. „Hierbei handelt es sich um ein duales System, das mit der „Hunting Engine“ für die Verfolgung, u. a. in der Cloud kommuniziert.“ Diese bietet Antivirensoftware, Endpunkt-Erkennung und -Reaktion mit einem Agenten und einer Reihe von verwalteten Diensten.
Nocturnus ist die Abteilung für Sicherheitsforschung der Firma. Hierbei handelt es sich um eine Gruppe von Cybersicherheitsexperten aus verschiedenen Sicherheitsgruppen, die sich auf die aktuelle Forschung stützt.